# Pseudochirulus schlegeli
Pseudochirulus schlegeli là một loài động vật có vú trong họ Pseudocheiridae, bộ Hai răng cửa. Loài này được Jentink mô tả năm 1884.